# 劇団そとばこまち
劇団そとばこまち（げきだんそとばこまち）は、日本の小劇場劇団。1978年5月旗揚げ。

## 沿革
1976年に京都大学演劇研究会を母体にして誕生した学内サークル「卒塔婆小町」が発祥である。
1978年5月に創設メンバーが全員脱退し、辰巳琢郎・川下大洋ら当時の大学1回、2回生のメンバーで新たに「劇団卒塔婆小町」として始めた。1979年6月に現在の名称となる。
つみつくろう（辰巳琢郎）座長時代に京都大学を出て、京都市の烏丸御池のビルに劇団アトリエ兼劇場を構えた。つづいて、京都市の烏丸松原の永楽屋ビルに劇団アトリエ兼劇場を構え上海太郎座長の元でシェイクスピア劇、翻訳作品の他「風のウィザード」「中華風倭人伝」「五線譜のうえの国」「アイスドールを追え！」「忠臣蔵」（現フジテレビ・小松純也作。後の「冬の絵空」の基となった作品）「メモリアルトライアングル」などオリジナル作品まで多ジャンルを、1 - 2か月に1回公演する。座付作家が複数おり、上海太郎のダンスやパントマイムを取り入れた笑いのある演出や、座付作曲家の佐藤心によるオリジナル曲、三大寺サンセット（三大寺志保美）の衣装で独特の世界を構築した。
京都時代は讀賣テレビ放送の深夜のコント番組「週刊テレビ広辞苑」に、上海太郎、槍魔栗三助（生瀬勝久）、はりけーんばんび（川下大洋）、みやなおこ、ブロッコリ哲らが出演した。ラジオ大阪「おっと!モモンガ」では上海太郎、佐藤心、山崎和佳奈、橋野リコ、はりけーんばんびらが出演。ラジオドラマ「明日にむかってすべれ」や「ダンシングなんでも相談」などがあった。
1988年、「五線譜のうえの国」を最後に上海太郎・はりけーんばんび・ブロッコリ哲らが退団。4代目座長生瀬勝久のもと、山西惇・小松純也・みやなおこ・八十田勇一らが中心メンバーとして、再スタートを切る。その後、大阪の十三にアトリエを移す。生瀬のテレビ出演が増え、東京公演も行うようになった。当時の代表作は「冬の絵空」「おまえを殺しちゃうかもしれない」「Zizzy」「Torch」「森へ行きましょう」など。2001年、上記メンバーが脱退。
劇団としての連続性はあるものの、座長が変わるごとに主要な劇団員、作風ががらりと変わる。
京都時代に、橋野リコ（高橋典子）が芸能プロダクション「リコモーション」を設立した。所属する元劇団員のテレビや映画、舞台での活動を目にすることができる。
京都時代に所属していた中に現在放送界で活躍している者が多い。NHK「プロジェクトX」「プロフェッショナル」を立ち上げた有吉伸人、フジテレビ「ごっつええ感じ」「笑う犬の生活」を演出した小松純也、「TRICK」の脚本家蒔田光治、「あまちゃん」を制作した訓覇圭は、いずれも京都大学の学生時代に劇団の中核メンバーだった。
近年の作品は「おりょう」「のぶなが」「ゆきむら」「贋作写楽」「五右衛門」「教師ノシカク」「のうみん」「幕末」など。現在は座長の坂田大地が作、演出として「おりょう」を第1作目として始めたエンターテイメント時代劇シリーズで人気を誇り、「のうみん(初演)」では観客動員1700人を超えた。
2016年11月によしもとクリエイティブ・エージェンシーとのコラボ公演第一弾として「のぶなが」を上演。翌年には第二弾「おりょう」を上演し観客動員2000人を超えた。2018年に第三弾として東京で「のぶなが」、大阪で「ゆきむら」の2都市公演を行い大盛況であった。
他に「通天閣ブルース」「A:Part:Men:T」「そとばkitchenのバレンタイン大作戦！」「ＳＴＢアワー！！」等のプロデュース公演がある。
カフェイベントや司法修習生や消費者フォーラム等の啓発劇も行っている。さらに天神橋筋商店街にカフェ「そとばkitchen」を開き、その後は十三に移転。
川下大洋との共同プロデュースとしては、プロデュース公演「アニマルズ」「十二夜！？...もう、どうにでもして。」を上演。劇団の女優たちによるアイドルグループSTB138（エスティービーじゅうそうエイト）、劇団アトリエでの演劇ワークショップ「SPS・そとばこまちプレイスクール」がある。

## 歴代座長
- 本田信司（初代座長、鬼怒信之介）
- 辰巳琢郎（二代目座長、当時 つみつくろう）
- 上海太郎（三代目座長）
- 生瀬勝久（四代目座長、入団時 槍魔栗三助）
- 小原延之（五代目座長）
- 北川肇（六代目座長）
- 坂田大地（七代目・現座長）

## 七代目以降の公演記録

### 劇団公演
- 7代目劇団そとばこまち記念公演第一弾！『あおの要因』(2012年4月5日-8日：十三BlackBoxx)
- 7代目劇団そとばこまち記念公演第二弾！『おりょう』(2012年8月31日-9月2日：ABCホール)
- 7代目劇団そとばこまち記念公演第三弾！『4 -よん-』(2012年12月13日-16日：十三BlackBoxx)
- 七代目劇団そとばこまち第四回公演『ちゃいるどぷれい』(2013年4月19日-22日：十三BlackBoxx)
- 七代目劇団そとばこまち第五回公演『のぶなが』(2013年7月26日-28日：ABCホール)
- 七代目劇団そとばこまち若手公演『W -に-』(2013年12月5日-8日：十三BlackBoxx)
- 七代目劇団そとばこまち第六回公演『ゆきむら』(2014年6月27日-29日：ABCホール)
- 七代目劇団そとばこまちオムニバス公演『3～世にも奇妙な欲の物語～』(2014年11月27日-30日：十三BlackBoxx)
- 劇団そとばこまち若手公演『アノコノトナリハ、ユズレナイ』(2015年3月5日-8日：十三BlackBoxx)
- 劇団そとばこまちトリビュート企画　vol.1『打つ手なし』『野球狂の詩子』(2015年5月20日-25日：十三BlackBoxx)
- 劇団そとばこまち第111回公演『贋作写楽』(2015年8月28日-30日：近鉄アート館)
- 劇団そとばこまち第112回公演『生きるんデス』(2015年11月19日-22日：十三BlackBoxx)
- 劇団そとばこまち第113回公演『通天閣ブルース』(2016年3月18日-21日：十三BlackBoxx)
- 劇団そとばこまち第114回公演『五右衛門』(2016年7月1日-3日：近鉄アート館)
- 劇団そとばこまち第115回公演『教師ノシカク』(2017年2月4日-5日：四日市市文化会館 第１ホール、3月2日-5日：HEP HALL)
- 劇団そとばこまち第116回公演『のうみん』(2017年9月8日-10日：近鉄アート館)
- 大阪文化芸術フェス2017版『のぶなが』(2017年10月7日-8日：ABCホール)
- 劇団そとばこまち第117回公演『付廻し(ストーカー)侍〜振り向けばそこに侍〜』(2018年11月16日-18日：近鉄アート館)
- 劇団そとばこまち第118回公演『のうみん〜三人の天草四郎〜』(2019年10月11日-14日：近鉄アート館)
- 劇団そとばこまち第119回公演『ピリオド』(2020年7月22日-26日：十三Black Boxx)
- エンターテインメント時代劇 番外編『幕末』(2020年10月23日-26日：十三Black Boxx)
- 劇団そとばこまち×久馬 歩『罧原の乱』(2021年7月9日-12日：十三Black Boxx)
- 劇団そとばこまち第120回公演『のぶなが』(2021年11月19日-22日：近鉄アート館)
- 劇団そとばこまち第121回公演『五右衛門』(2022年9月1日-4日：近鉄アート館)
- 芳本紗良座長公演『幕末』(2022年12月9日-11日：十三Black Boxx)
- 劇団そとばこまち45周年記念公演第一弾 第122回公演『大坂夏の陣』(2023年2月24日-26日：COOL JAPAN PARK OSAKA TTホール)
- 劇団そとばこまち45周年記念公演第二弾 第123回公演『SHINOBI SASUKE』(2023年7月1日-3日：ABCホール)
- 劇団そとばこまち45周年記念公演第三弾 第124回公演『贋作写楽(大阪公演)』(2023年10月5日-9日：近鉄アート館)
- 劇団そとばこまち45周年記念公演第四弾 第125回公演『贋作写楽(神奈川公演)』(2023年11月17日-19日：神奈川芸術劇場（KAAT）)
- 劇団そとばこまち第126回公演『和製吸血鬼伝』(2024年7月4日-7日：近鉄アート館)

### よしもと×そとばこまち
- 第一弾『のぶなが』(2016年11月11日-14日：近鉄アート館)
- 第二弾『おりょう』(2017年5月18日-21日：近鉄アート館)
- 第三弾大阪公演『ゆきむら』(2018年6月7日-10日：近鉄アート館)
- 第三弾東京公演『のぶなが』(2018年7月6日-8日：あうるすぽっと)
- 第四弾《あうるすぽっとタイアップ公演》『のうみん〜三人の天草四郎〜』(2019年7月4日-7日：あうるすぽっと)

### ノンバーバルエンターテインメント
- 第一弾『幕末』(2018年1月25日-28日：道頓堀ZAZA HOUSE、2月21日-23日：朝日劇場)
- 第二弾『忍・佐助』(2019年3月1日-12日：十三BlackBoxx)

### その他
- 『そとばKitchenのバレンタイン大作戦!』(2012年2月10日-12日：十三BlackBoxx)
- 淀川文化創造館開館一周年記念 十三エンタメフェアー『STBアワー!!』(2012年4月28日：シアターセブンBOXⅠ)
- 淀川文化創造館 十三エンタメフェアー『STBアワー 2nd season』(2013年5月11日：シアターセブンBOXⅠ)
- 劇団そとばこまち×ドナ研プロデュース#2『十二夜!?..もう、どうにでもして。』(2014年2月26日-3月2日：十三BlackBoxx)
- 『STBアワー!SEASON3』(2014年5月4日：シアターセブンBOXⅠ)
- STB138+彩羽真矢『アニソンイベント!』(2015年3月21日：十三BlackBoxx)
- 大阪クリエイティブフォース実行委員会主催 殺陣×ダンス×和太鼓『HIMIKO』(2022年10月28日-30日：近鉄アート館)
- キョードーファクトリー主催『幕末-ダンス公演』(2024年10月14日：箕面市立文化芸能劇場)
- キョードーファクトリー主催 エンターテインメント時代劇『幕末』(2025年2月28日-3月2日：箕面市立文化芸能劇場、2025年3月7日-3月9日：かめありリリオホール)

## エンターテインメント時代劇シリーズ
七代目劇団劇団そとばこまちの上演する作品の内、《ハートフルコメディ》と共に2本の柱となっている作品群。ダンス・殺陣を盛り込んだオープニング・エンディングが好評を得ている。作品は忠実をベースに、作・演出を務める七代目座長・坂田大地の解釈による創作を盛り込み、「本当にこうだったらいいのに」「忠実より好き」等、歴史ファンからの支持も獲得している。

### 第一弾「おりょう」
【初演】2012年
【再演】2017年(よしもと×そとばこまち第二弾)

### 第二弾「のぶなが」
【初演】2013年
【再演】2016年(よしもと×そとばこまち第一弾)・2017年(大阪文化芸術フェス)・2018年(よしもと×そとばこまち第三弾東京公演)・2021年

### 第三弾「ゆきむら」
【初演】2014年
【再演】2018年(よしもと×そとばこまち第三弾大阪公演)

### 第四弾「贋作写楽」
【初演】2015年
【再演】2023年

### 第五弾「五右衛門」
【初演】2016年
【再演】2022年

### 第六弾「のうみん〜三人の天草四郎〜」
【初演】2017年(初演時タイトル「のうみん」)
【再演】2019年(よしもと×そとばこまち第四弾東京公演)・2019年(劇団公演)

### 第七弾「付廻し(ストーカー)侍〜振り向けばそこに侍〜」
【初演】2018年

## 現在所属している劇団員
座長
- 坂田大地

劇団員
- 南園みちな
- 新谷佳士
- くぼたゆういち
- 和泉
- 寝太郎
- 猿田 睦
- 山﨑ひな
- 中村涼月
- 翔之介
- 森口誉大

準劇団員
- 咲誉
- 飯田颯野

東京支部
- 白木三保《支部長》

## かつて所属していた劇団員
- 本田信司（鬼怒信之介）
- 辰巳琢郎（つみつくろう）
- 上海太郎
- 高橋典子（橋野リコ）
- 松井康人（松矢一平）
- 木下雅敬（雅 敬士）
- 高橋歩
- 川下大洋（はりけーんばんび）
- 上村明男
- 蒔田光治（激田一揆→安田光堂）
- 久保克司
- 久保徹（くぼとおる）
- 武田浩治
- 唐内一郎（唐内 誓）
- 福田純子（さえぐさ桂）
- 穂積哲也（ブロッコリ哲）
- 生瀬勝久（槍魔栗三助）
- 佐藤心
- 作田俊之
- 橋本孝
- 辰巳郁雄（ばついくお）
- 落合秀昭
- 大西規世子（上海きょん）
- 小巻有子（小巻ゆうこ）
- 杉山みゆき（杉 みゆき）
- 岩本宣明
- 山西惇（山西あつし）
- 岡本元
- 小岩井宏悦
- 日向栄二
- 西村頼子
- 三輪小百合
- 上田聡美
- 鈴江俊郎
- 有吉伸人（有吉のび太）
- 三大寺志保美（三大寺サンセット）
- みやなおこ
- 松浦禎久（松浦よしひさ）
- 岡田豊
- 山崎和佳奈
- 小田ひとみ（変ホ長調 (お笑いコンビ)）
- 高谷アリコ
- 中島聡子（てる）
- 浅山理恵
- 八木順子（八木迷子）
- 堀田新五郎
- 丸山啓吾
- 早崎武（早崎たけし）
- 寺崎俊弘
- 内田杏子（内田あんこ）
- 三好里美
- 三沢恵里
- 屋田容子
- 小松純也
- 八十田勇一（八十はじめ）
- 仲谷正資（谷仲シュンタロウ）
- 鈴木登志雄（宇奈山小助）
- 高木悟（高木おーへー）
- 松本ですぅ
- 三沢蘭丸
- 大宮数世
- 吉田祥子（吉田さいこ）
- 緒方倫子（緒方りんこ）
- 中居知子（多麻ともこ）
- 山下小百合
- 北川肇
- 訓覇圭
- 辻徹
- 日詰千栄（ひめうりこ）
- 津田好美（津田このみ）
- 駕田菜穂子
- 沢田陽子
- 池田千穂（ルナティ千穂）
- 清水麻美
- 城田みつる
- 宮脇真理子（ハレルヤみや）
- 瀬上美幸（セガミミユキ）
- 義之美也子
- 藤原考一
- 川面賢(うきも海老蔵）
- 高木勝英（髙木ていねい）
- 新庄諭
- 曽木亜古弥（曽木康代）
- 庄原嘉子
- 黒田智恵子
- 嶋田典子
- 木下なつえ
- 上谷昌子
- 大谷知子
- 相根成美
- 安井博美
- 小椋あずき
- 石原正一
- 牧野晋弥
- 大谷久子
- 上田友子
- 石井広恵
- 酒井良明
- 羽賀順司
- 中西邦子
- 後藤英樹
- 中川浩三
- 東龍美
- 佐藤美月
- 横路久未
- 田中尚樹
- 内山諒哉
- 陣内菜津芽
- 芳本紗良
- 山根夢咲